# Benzoil-klorid
A benzoil-klorid szerves klórvegyület, képlete C6H5COCl. Színtelen, ingerlő szagú, füstölgő folyadék. Főként szerves peroxidok előállításához használják, de más vegyületek, például festékek, parfümök, gyógyszerek és műanyagok gyártása során is használják.

## Előállítása
A benzoil-kloridot benzotrikloridból állítják elő víz vagy benzoesav felhasználásával:
C6H5CCl3  +  H2O   →   C6H5COCl  +  2 HCl
C6H5CCl3  +  C6H5CO2H   →   2 C6H5COCl  +  HCl
Más savkloridokhoz hasonlóan előállítható a megfelelő karbonsavból klórozószer, például foszfor-pentaklorid vagy tionil-klorid segítségével. Elsőként benzoesav klórgázzal történő reakciójával állították elő.

## Reakciói
A benzoil-klorid tipikus savklorid. Alkoholokkal és aminokkal a megfelelő észterek, illetve amidok keletkezése közben reagál. Arénekkel Friedel–Crafts-acilezési reakcióba lép, melynek során benzofenon-származék keletkezik. Vízzel reagálva hidrogén-kloriddá és benzoesavvá alakul:
C6H5COCl + H2O → C6H5CO2H + HCl
Nátrium-peroxiddal benzoil-peroxid és nátrium-klorid keletkezése közben reagál:[forrás?]
2 C6H5COCl + Na2O2 → (C6H5CO)2O2 + 2 NaCl

## Külső hivatkozások
- International Chemical Safety Card 1015